# Битва при Гибралтаре (1621)
Битва при Гибралтаре — морской бой 10 августа 1621 года в Гибралтарском проливе между испанской армадой под командованием Фадрике де Толедо и флотом Голландской Ост-Индской компании адмирала Виллема де Зуте в рамках Восьмидесятилетней войны, завершившийся победой испанцев.
По истечении двенадцатилетнего перемирия между Испанией и Соединенными провинциями испанцы решили нанести удар, перехватив голландские торговые суда, которые были в Средиземном море. Для этого они собирались сформировать мощный флот из эскадр под командованием адмиралом Мартина де Вальесильи, Хуана Фахардо и Франсиско де Асеведо. Но объединение флотов сорвалось, и в итоге 6 августа 1621 года испанский флот вышел из Кадиса лишь в составе эскадры Фадрике де Толедо из 9 судов. Четыре дня спустя Толедо был замечен голландский флот из более чем 50 судов, 20 из которых были вооружены, а остальные были торговыми судами. Толедо не испугался численного превосходства голландцев, и в ходе завязавшегося боя испанцы потопили 5 кораблей противника и захватили 2. Однако остатки голландского конвоя смогли выйти из боя и продолжить сопровождение своих торговых судов. При испанском дворе победа у Гибралтара была воспринята с восторгом, многие офицеры получили денежные пожалования и титулы, а адмирал Толедо получил звание «генерал-капитан Народной войны Королевства Португалия».

## Предыстория
Временное перемирие между Испанией и её мятежными голландскими подданными не решало всех проблем между двумя государствами, однако на время снизило напряженность между ними. Так, в этот период испанский адмирал Мигель де Видасабаль вместе с голландским флотом даже принял участие в операциях против пиратов: совместными усилиями в районе Гибралтара было захвачено 16 пиратских кораблей. Однако в 1621 году срок перемирия истёк, а начатые по инициативе испанцев переговоры о мире не увенчались успехом: голландцев не устраивали предложенные испанцами условия. В итоге война возобновилась.
Фаворит испанского короля Филиппа IV граф-герцог Оливарес считал, что единственным на тот момент способом борьбы с молодой и процветающей торговой Голландской республикой является проведение атак на морские конвои, сопровождавшие суда Голландской Ост-Индской компании. Филипп IV согласился с этим мнением и приказал своим эскадрам атаковать голландские конвои в районах Гибралтара и Фландрии.
Испанская морская разведка доносила, что колонна из не менее чем 20 голландских торговых судов из Венеции и Ближнего Востока в сопровождении мощного конвоя приближалась к Гибралтарскому проливу. Захват этого эскорта и грузов стал вызовом для испанского адмиралтейства.

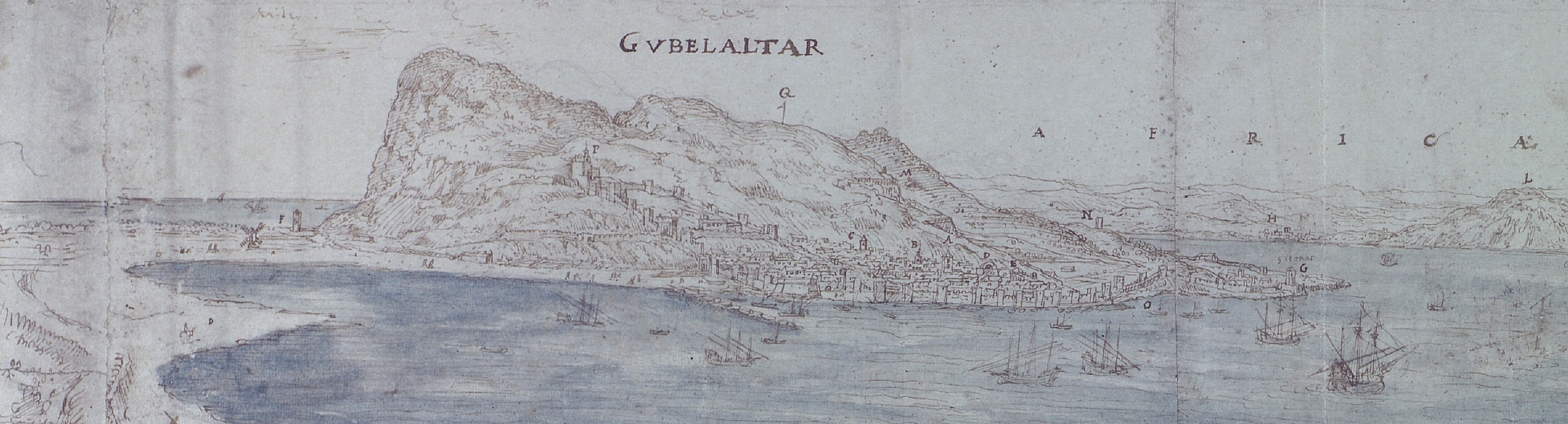
Панорама Гибралтарского залива с видом на город и побережье Африки. Худ. А. ван Вингерде, 1567

Для достижения этой цели у испанцев имелась Armada del Mar Océano - элитная эскадра испанских военно-морских сил из 9 кораблей под командованием Фадрике де Толедо. Эта эскадра должна была встретился в Лиссабоне с четырьмя судами под командованием Мартина де Вальесильи и девятью кораблями Бискайского флота под командованием дона Франсиско де Асеведо . Однако объединение флотов в итоге не состоялось: Вальесилья и Асеведо не смогли своевременно решить вопросы с установкой и заменой артиллерийских орудий на своих судах.

## Подготовка
Armada del Océano отплыла из Кадиса 31 июля по направлению к мысу Сент-Винсент, где дон Фадрике собирался дожидаться подкреплений, при этом он понимал, что, скорее всего, они не прибудут вовремя. Несмотря на свой элитный статус, эскадра Толедо не являлась внушительной силой: её флагман "Святая Тереза" был на тот момент самым мощным галеоном в Европе, но остальные суда эскадры были значительно слабее. Три галеона имели грузоподъёмность около 450 тонн, ещё три корабля — около 330 тонн, а два тендера использовались исключительно как разведчики и гонцы. Таких сил было явно недостаточно для выполнения поставленных целей. Но Фадрике де Толедо, один из величайших адмиралов своего времени, был не из тех, кто искал лёгкие пути и оправдания для уклонения от боя. 6 августа он получил уведомление от Гаспара Руиса де Преды, мэра Малаги, который известил его о том, что он видел более 26 голландских парусников в двух милях от города: они двигались в сторону пролива.

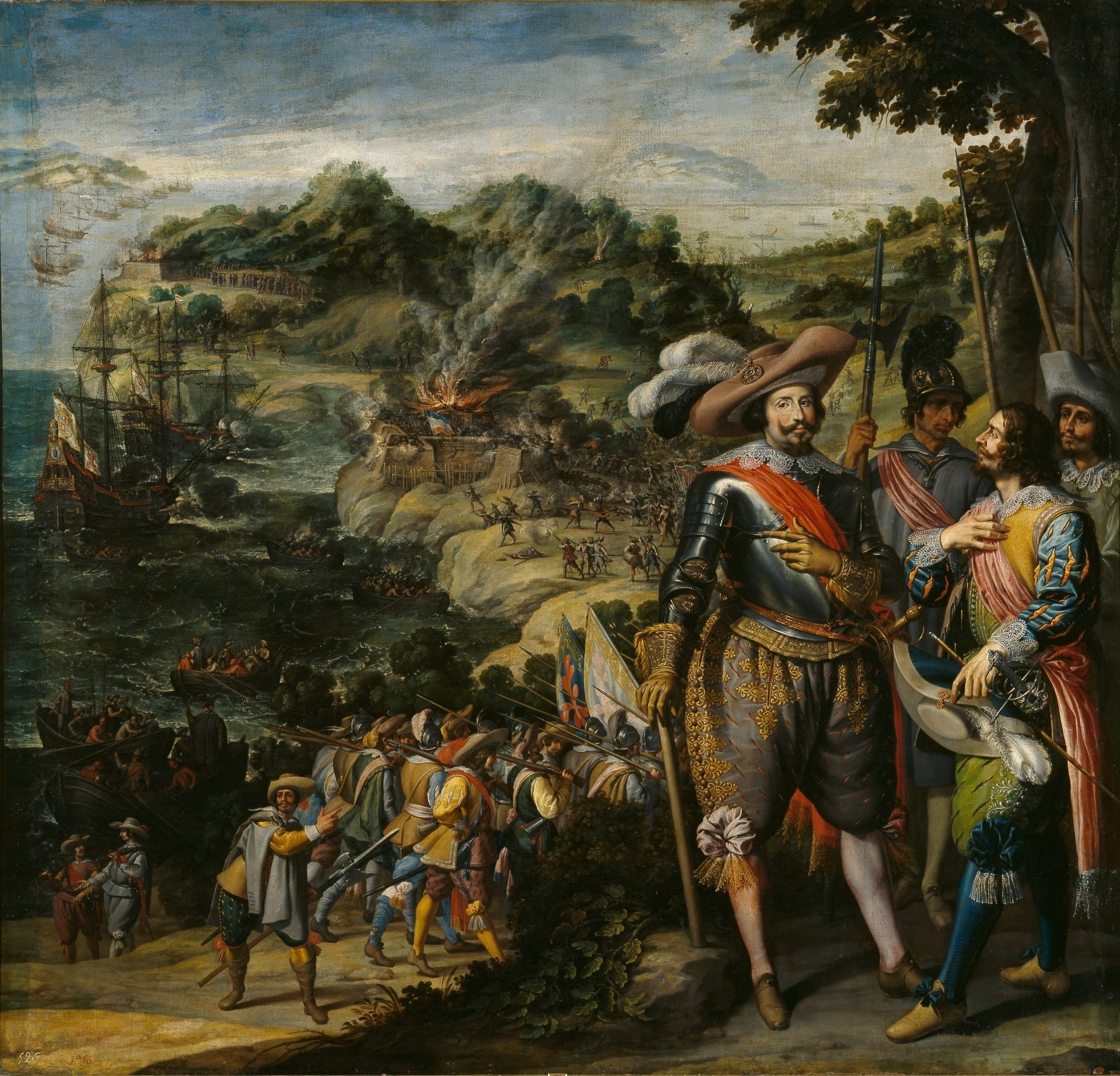
Портрет дона Фадрике де Толедо на фоне осады Сент-Китс

8 августа эскадра Толедо встала на якорь в заливе Альхесирас. 9 августа два подозрительных паруса были замечены недалеко от форта Сеуты, и испанцы дали сигнал тревоги. Оставшуюся часть дня и ночь испанская эскадра наблюдала за продвижением врага.

## Начало боя
Голландский флот состоял из двух формирований: одно включало 24 торговых судна на некотором расстоянии друг от друга и ещё семь кораблей поблизости. Обе колонны были с наветренной стороны от испанцев и имели преимущество попутного ветра. Сопровождающие торговцев военные корабли были выстроены в форме полумесяца для защиты конвоя. Голландцы не придали серьезного значения появлению на горизонте малочисленной испанской армады, однако дон Фадрике пропустил конвой и, поймав попутный ветер, атаковал голландцев. Испанцы взломали их строй и открыли артиллерийский огонь.

## Разгар боя

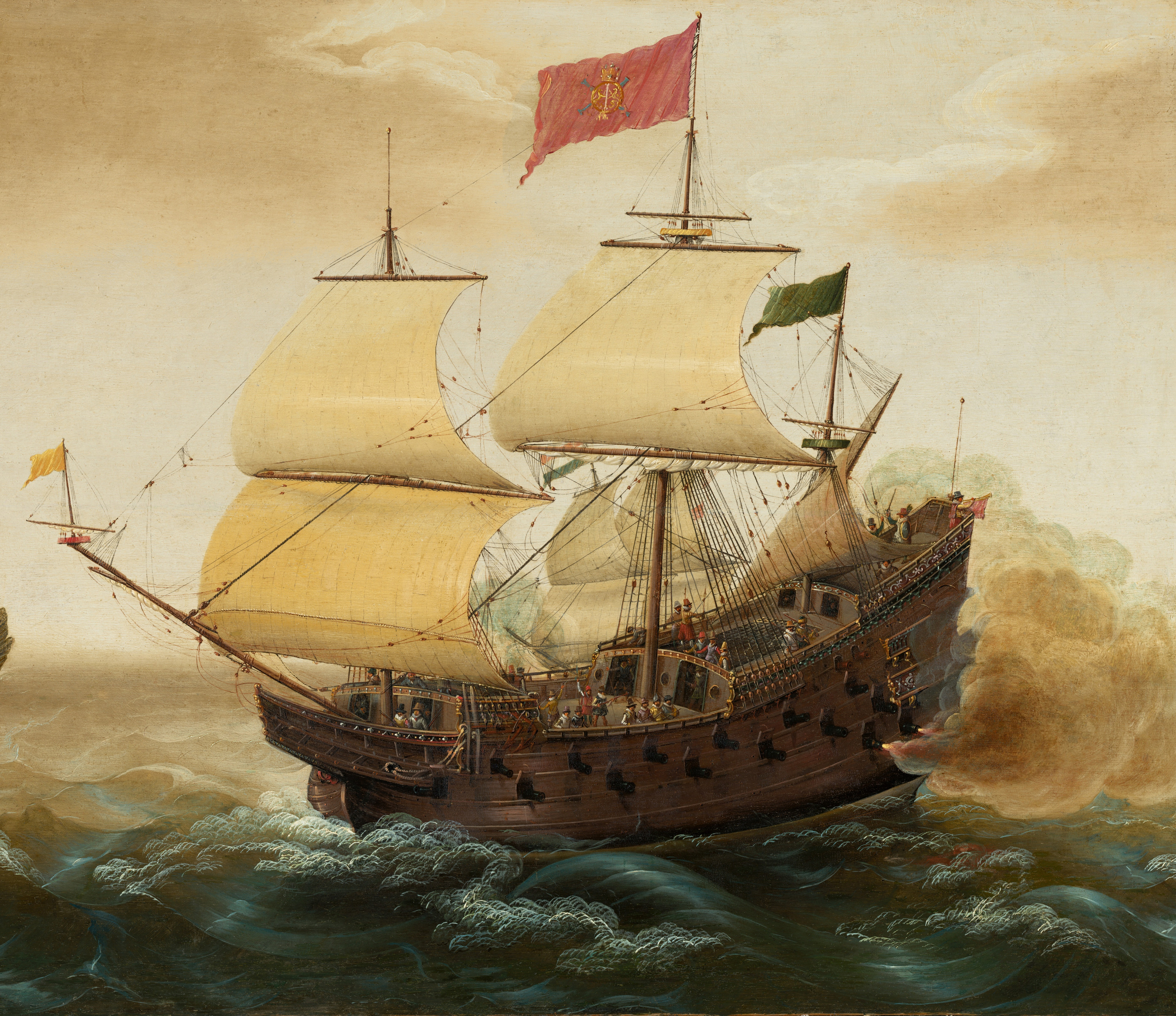
Испанский галеон ведет артиллерийский огонь

Перед этим испанский флагман "Святая Тереза" сделал предупредительный выстрел холостыми и предложил голландцам сдаться, однако голландский адмирал Зут приказал матросам ответить на это огнём, что и стало сигналом к началу боя. Голландцы попытались воспользоваться численным преимуществом, однако мощные залпы испанского флагмана заставили их отступить. Пользуясь замешательством в рядах противника, Толедо повел свой флагман сквозь голландский строй, стреляя из всех орудий.
Галеон адмирала Мухики успешно провёл абордаж одного из голландских кораблей, галеон "Святая Анна" дона Карлоса Ибарры также решился на абордаж. Даже небольшой тендер под командованием капитана Доминго де Ойоса осмелился вступить в рукопашную, несмотря на явное неравенство сил.
При всем этом флагману Толедо удалось пройти насквозь через формирование противника, и адмирал приказал развернуться и следовать к остальным кораблям эскадры. На этом пути "Святая Тереза" оказалась между двумя голландскими военным кораблями и открыла огонь. Однако ответный перекрестный огонь вызвал пожар на борту испанского флагмана, и Толедо приказал выйти из схватки, поймать ветер и поскорее присоединиться к остальным судам эскадры.
Голландцам удалось перестроиться и открыть упорядоченный огонь. "Святая Тереза" была главной целью обстрела как самая заметная цель. Несмотря на всю мощь испанского флагмана, он получил серьезный урон: начались пожары на палубах, большинство мачт были сбиты. Огонь на борту в итоге был потушен, но продолжать бой корабль не мог. Лишившись своего лидера, испанцы были вынуждены отказаться от продолжения боя.
Несмотря на это, исход боя оказался явно в пользу испанцев: они потопили или сожгли пять вражеских кораблей и ещё два захватили, в то время как сами обошлись без серьёзных повреждений и потерь: даже повреждения "Святой Терезы" не оказались фатальными для корабля.

## Итоги
Дон Луис де Норонья, начальник форта Сеуты, стал свидетелем битвы и немедленно дал команду солдатам отправить бриг с порохом, бинтами для раненых, врачами и провизией на борту в направлении эскадры. В приложенном сообщении он поздравил Толедо с блестящей победой, заявив, что только дон Фадрике мог осмелиться вступить в бой при таком численном неравенстве.
Однако испанцам не удалось достичь главной цели - захватить собственно голландский торговый караван. Почти все торговые корабли смогли покинуть сражение и пройти через пролив.
Филипп IV наградил Фадрике де Толедо за эту победу титулом Генерал-капитана Народной войны Королевства Португалия. В дополнение к этому в память о битве по заказу короля художник Энрике Хакоме-и-Брокас написал серию картин, воспроизводящих различные фазы боя, одна из которых в настоящее время находится в Военно-морском музее Мадрида.

## Последствия

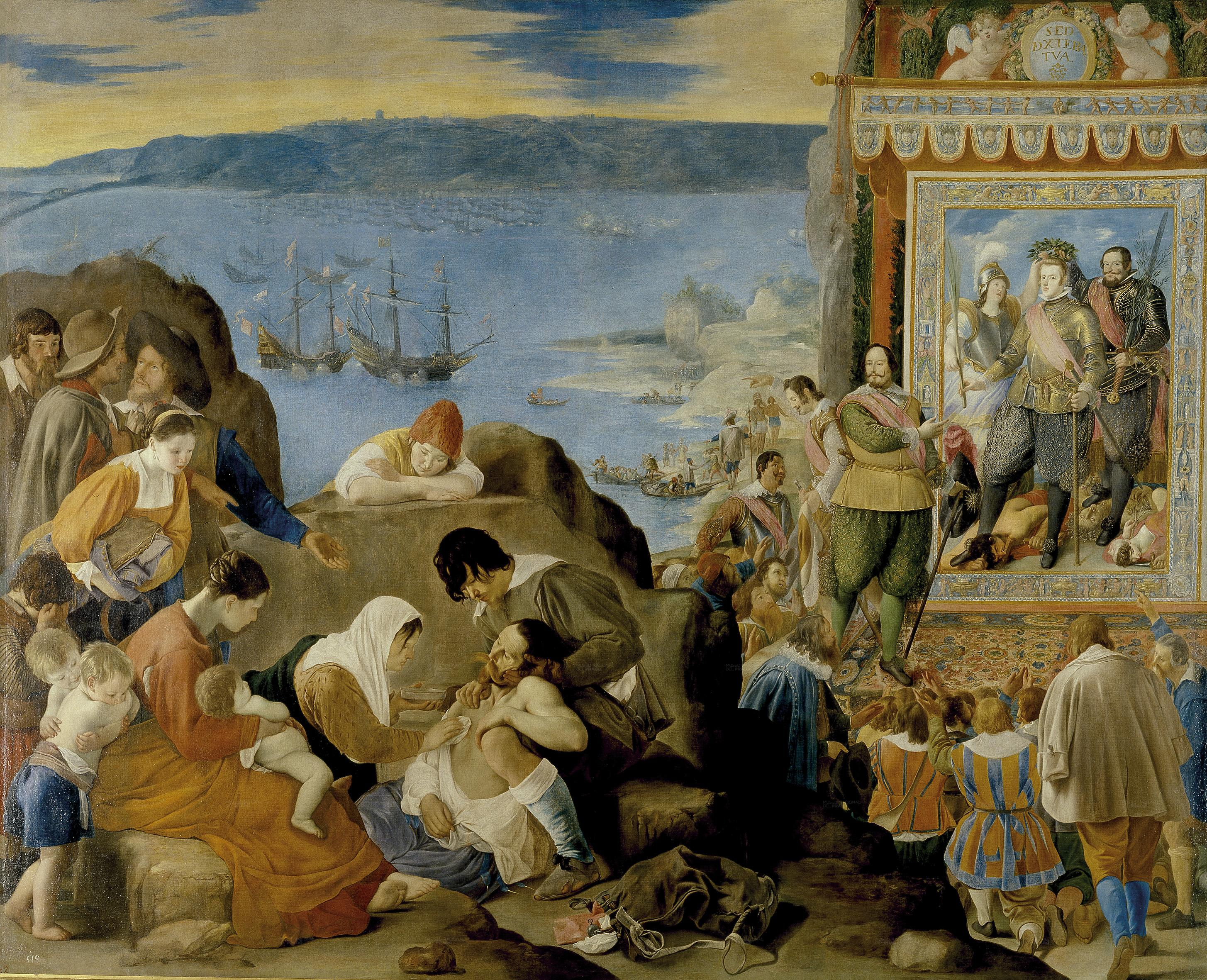
Захват Баии

Испанская армада вернулась в порт Кадис без потерь. Эта битва заставила голландцев усилить защиту своих конвоев. Из Остенде двадцать галеонов испанского фламандского флота начали регулярно нападать на голландские караваны в Северном море. Серия морских побед способствовали росту популярности испанской монархии, Филипп IV получил прозвище "Филипп Македонский".
Фадрике де Толедо был легко ранен в бою осколком, но сразу после восстановления вернулся на службу и сделал долгую и блестящую карьеру, кульминацией которой был успех испано-португальской морской экспедиции в Бразилию, вернувшей Сан-Сальвадор де Баия испанской короне.